# Pete Cosey
Peter Palus Cosey (Chicago, 9 oktober 1943 – aldaar, 30 mei 2012) was een Amerikaanse fusion- en r&b-gitarist, die vooral bekend werd als lid van de band van Miles Davis tussen 1973 en 1975 en stilistisch vormend was.

## Biografie
Cosey, wiens ouders muzikanten waren, leerde eerst vioolspelen. Na de dood van zijn vader verhuisde hij met zijn moeder naar Phoenix (Arizona), waar hij als tiener gitaar leerde spelen. Vanaf 1965 werkte hij als studiomuzikant voor Chess Records, waar hij Fontella Bass, Etta James, de Rotary Connection, Muddy Waters (Electric Mud, After the Rain) en Howlin' Wolf (The Howlin' Wolf Album) begeleidde, die zijn vervormende spel afwees. Hij was ook lid van het Artistic Heritage Ensemble van Phil Cohran en The Pharoahs, die geïnteresseerd waren in afrojazz. Vanaf de jaren 1960 was hij dan ook lid van de Association for the Advancement of Creative Musicians (AACM). Hij speelde ook in een band rond Maurice White, dat later Earth, Wind & Fire werd. Vanaf 1973 toerde hij wereldwijd met Miles Davis en was hij betrokken bij diens albums Get Up with It, Dark Magus, Agharta en Pangea (evenals op enkele nummers van The Complete On the Corner Sessions). Davis schreef in zijn autobiografie over het werken met Cosey, dat deze precies de juiste persoon was voor het geluid van Jimi Hendrix en Muddy Waters, waar hij op dat moment naar op zoek was. Cosey's idee van geluid en instrumentale technieken beïnvloedde gitaristen zoals Henry Kaiser, Vernon Reid, Elliott Sharp en Robert Quine.
Na 1975 hoorde de jazzwereld bijna niets van Cosey, hooguit een kleine gastrol in Herbie Hancocks Future Shock. Pas op het album Fisherman's.com van Akira Sakata (2000, met Sakata, Bill Laswell en Hamid Drake) was hij weer aanwezig. In 1987 verving hij Bill Frisell in het Power Tools trio (met bassist Melvin Gibbs en drummer Ronald Shannon Jackson). Met de repertoireband The Children of Agharta, waaronder Gary Bartz, John Stubblefield, Matt Rubano en J.T. Lewis, begon hij in 2001 de werken van Davis te interpreteren vanaf het midden van de jaren 1970. Hij is ook als solist te horen op een album van de band Burnt Sugar van Greg Tate (The Rites, onder leiding van Lawrence Butch Morris) en op Bob Beldens Amerikaans-Indiase tribute-album Miles from India. Op de laatste dubbel-cd is hij betrokken bij in totaal vijf nummers - Ife (Fast), It's About That Time, Miles Runs the Voodoo Down, Great Expectations en Ife (Slow). Hij is ook vertegenwoordigd op Method of Defiance: Inamorata van Bill Laswell op twee nummers met Graham Haynes en Byard Lancaster.
In 2004 was Cosey te zien in de aflevering Godfathers and Sons van Martin Scorsese's documentaireserie The Blues, waarin Marshall Chess en Chuck D (van Public Enemy) de muzikanten bij elkaar roepen, die ooit betrokken waren bij het album Electric Mud om weer samen te spelen in de studio: naast Cosey waren het de blazers Gene Barge en Don Myrick, gitaarcollega Phil Upchurch, bassist Louis Satterfield en drummer Morris Jennings.

## Overlijden
Pete Cosey overleed in mei 2012 op 68-jarige leeftijd aan complicaties na een operatie.
- Bibliothèque nationale de France: cb13936035v (data)
- Gemeinsame Normdatei: 135016207
- International Standard Name Identifier: 0000 0000 5515 1413
- Library of Congress Control Number: nr92001469
- MusicBrainz: 905fb6ba-25ee-4694-b247-7f47e1ddbe9f
- Nationale Bibliotheek van Tsjechië: xx0156044
- Système universitaire de documentation: 161574017
- Virtual International Authority File: 74041096
- WorldCat: E39PBJdrCrcMHrwc3CGBr8qmh3